# Gloster Gauntlet
Глостер Гаунтлет (англ. Gloster Gauntlet, також англ. Gloster SS.19B Gauntlet) — британський винищувач-біплан міжвоєнного періоду виробництва Gloster Aircraft Company. Виготовлявся для Королівських ВПС для заміни Bristol Bulldog, а також на експорт.

## Історія
Коли міністерство авіації видало специфікацію на 24/33 на створення одномісного винищувача для заміни Bristol Bulldog компанія Gloster вже мала в доробку проєкти винищувачів SS.18, SS.19 і SS.19A, які пропонувались на попередні специфікації. Новий літак SS.19B був біпланом з однаковими крилами, з елеронами на обидвох. Літак мав металевий каркас і передню частину обшивки фюзеляжу, решта фюзеляжу і крила обшивалась тканиною. Фіксоване шасі мало пневматичний амортизатор і гальма. Для руху було вирішено використати радіальний двигун Bristol Mercury VIS.2 в обтічному капоті. Літак продемонстрував прекрасні льотні характеристик, не в останню чергу через максимально низький опір, як для біплана і став останнім біпланом з відкритою кабіною в британських ВПС.
В листопаді 1937 року «Гаунтлет» став першим літаком в світі, який здійснив перехоплення іншого літака за наведенням радарної станції. Тоді три «Гаунтлети» 32-ї ескадрильї перехопили цивільний лайнер над Темзою за наведенням експериментальної радарної станції в Бевдсель Манор, Саффолк. А загалом в лавах королівських ВПС було 228 «Гаунтлетів» з 1935 по 1939 роки оснащуючи чотирнадцять ескадрилей.
Ще 17 «Гаунтлетів» було виготовлено за ліцензією в Данії і вони ввійшли в ВПС країни. Після зняття з озброєння в Британії, 25 літаків було продано Фінляндії, три передано Родезії і ще чотири — Південній Африці.

## Тактико-технічні характеристики

Дані з Concise Guide to British Aircraft of World War II

### Технічні характеристики
- Екіпаж: 1 особа
- Довжина: Mk.I — 7,98 м; Mk.II — 8,05 м
- Висота: 3,12 м
- Розмах крила: 9,99 м
- Площа крила: 29,26 м ²
- Маса порожнього: 1256 кг
- Максимальна злітна маса: 1801 кг
- Двигун: Bristol Mercury VIS.2
- Потужність: 640 к. с. (477 кВт.)

### Льотні характеристики
- Максимальна швидкість: 370 км/год на 4815 м.
- Дальність польоту: 740 км
- Практична стеля: 10 210 м

### Озброєння
- Кулеметне:
  - 2 × 7,7-мм курсових кулеметів Vickers синхронізованих з гвинтом